# Al-Mahmudijja (Egipt)
Al-Mahmudijja (arab. المحمودية) – miasto w Egipcie, w muhafazie Al-Buhajra. W 2006 roku liczyło 28 277 mieszkańców.